# Jorge Silva (médico)
Jorge Silva, (São Mateus, 3 de junho de 1952), é um médico urologista e deputado federal do Espírito Santo. 

## Biografia

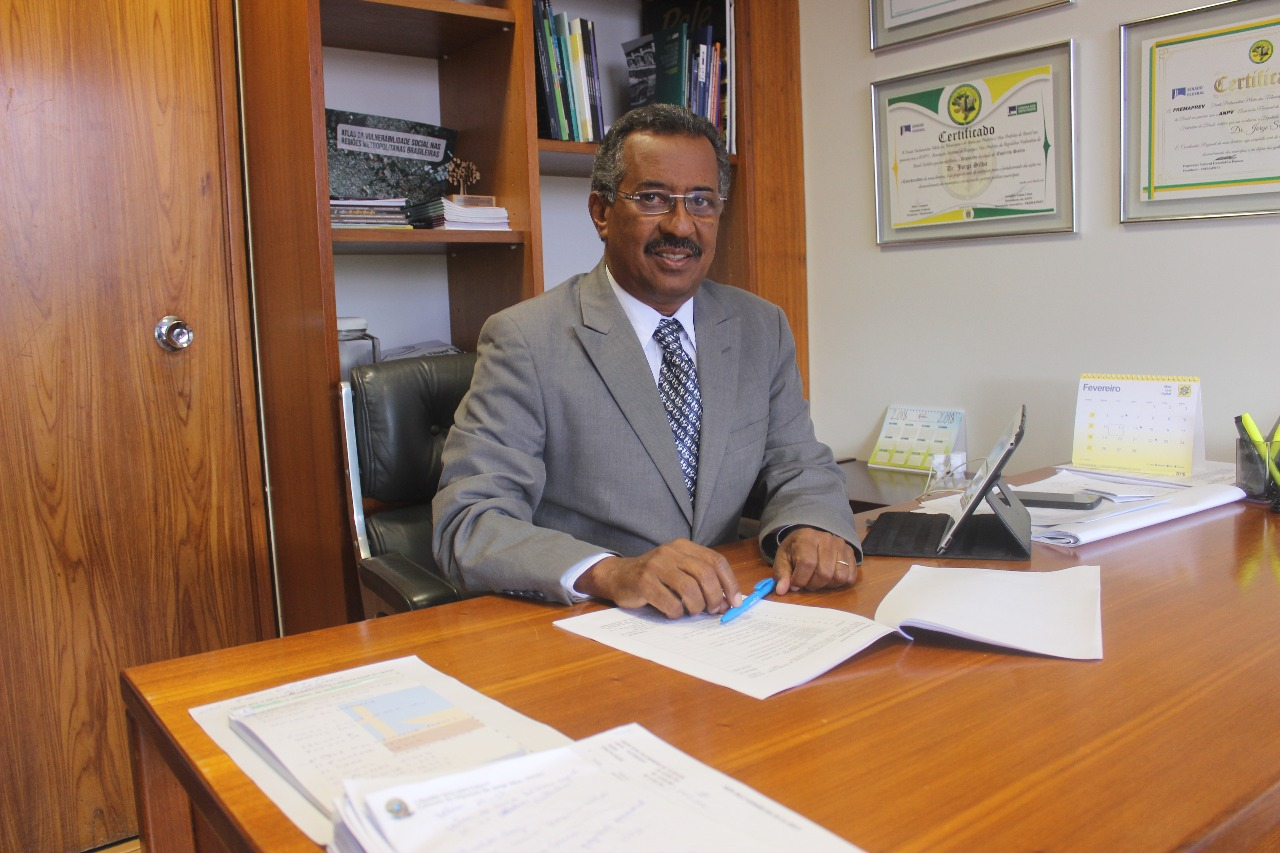

Foi reeleito deputado federal em 2014, para a 55.ª legislatura (2015-2019),  com 69.880 votos. 
Em seu segundo mandato como deputado federal, atua principalmente nas áreas de saúde, combate às drogas, combate ao trabalho infantil, defesa dos idosos e defesa das minorias e educação.
Foi vereador de São Mateus (ES), no período de 1993 a 1996.  Secretário Municipal de Saúde, Prefeitura Municipal de São Mateus, ES, 2001-2006; Superintendente Regional, Secretaria de Estado da Saúde, São Mateus, ES, 2009-2010. Na Câmara dos Deputados, atuou como titular na Comissão Parlamentar de Inquérito do Trabalho Infantil e preside a Frente Parlamentar de Atenção Integral à Saúde do Homem. 
Atua como titular na Comissão de Seguridade Social e Família e na comissão especial instituída para analisar a redução de tributos sobre medicamentos. Comissão de Direitos Humanos e Minorias; Comissão de Constituição e Justiça e de Cidadania; Comissão de Seguridade Social e Família; Comissão de Defesa dos Direitos das Pessoas com Deficiência; Comissão de Educação; Comissão de Seguridade Social e Família; Comissão de Defesa dos Direitos das Pessoas com Deficiência, Comissão de Educação; Comissão de Seguridade Social e Família; Comissão de Defesa dos Direitos das Pessoas com Deficiência; Comissão de Seguridade Social e Família. 

É autor do Projeto de Lei 5706/13 que acrescenta parágrafo ao art. 168 da Consolidação das Leis do Trabalho, para tornar obrigatório periodicamente o exame de próstata para os trabalhadores com idade a partir de quarenta anos.